# Landesamt für Brand- und Katastrophenschutz Rheinland-Pfalz
Am 1. Januar 2025 wurde das neue Landesamt für Brand- und Katastrophenschutz Rheinland-Pfalz (LfBK) gegründet. Hier werden die Aufgaben des für den Katastrophenschutz zuständigen Referates 22 der Aufsichts- und Dienstleistungsdirektion (ADD) und der Feuerwehr- und Katastrophenschutzakademie Rheinland-Pfalz (LFKA) gebündelt und um zusätzliche Aufgaben ergänzt. Das LfBK fungiert als Dienstleistungs- und Kompetenzzentrum für die nicht-polizeiliche Gefahrenabwehr.

## Landesamt für Brand- und Katastrophenschutz Rheinland-Pfalz
Zur Dezentralisierung sind drei Regionalstellen geplant, um den Kontakt zu den kommunalen Aufgabenträgern zu pflegen und zu intensivieren. Eine gutachterliche Stellungnahme zur Errichtung des LfBK sieht perspektivisch einen Stellenaufwuchs auf etwa 300 Positionen bis zum Jahr 2030 vor. Die Errichtung des Landesamtes zum 1. Januar 2025 wurde am 11. Juli 2024 vom rheinland-pfälzischen Landtag beschlossen.
Ein zentrales Element ist das 24/7 besetzte Lagezentrum Bevölkerungsschutz, das eine schnelle Handlungs- und Entscheidungsgrundlage im Ereignisfall bietet. Die Einrichtung des Lagezentrums erfolgt durch die Umgestaltung bestehender Akademieräume, die an die zentrale Kommunikationsinfrastruktur des Landes (zAVt) angebunden sind. Hierbei handelt es sich um die zentrale Kommunikationsinfrastruktur aller polizeilichen und nicht-polizeilichen Leitstellen, über die sämtliche Kommunikation (Telefon, Digitalfunk, ePost etc.) abgewickelt wird. Das Lagezentrum beobachtet als erstes dieser Art für ein Flächenland die Lage im Bevölkerungsschutz aktiv, ist im Ereignisfall eine zentrale Anlaufstelle für nicht-polizeiliche Gefahrenabwehranliegen und stellt eine direkte Kommunikation mit den Integrierten Leitstellen des Landes sicher.

## Abteilung „Akademie“ des Landesamtes für Brand- und Katastrophenschutz Rheinland-Pfalz
Die Abteilung Akademie innerhalb des Landesamtes für Brand- und Katastrophenschutz Rheinland-Pfalz (vormals Feuerwehr- und Katastrophenschutzakademie Rheinland-Pfalz (LFKA) bzw. Feuerwehr- und Katastrophenschutzschule Rheinland-Pfalz (LFKS)) in Koblenz ist die zentrale Ausbildungsstätte für die Freiwilligen Feuerwehren, die Berufs- und Werkfeuerwehren sowie die anderen Hilfsorganisationen in Rheinland-Pfalz. Hier werden jährlich etwa 6.000 Einsatzkräfte in rund 250 Veranstaltungen geschult.

### Aufgaben
Neben der Aus- und Fortbildung der Einsatzkräfte der Feuerwehren und Hilfsorganisationen ist eine weitere Aufgabe der Feuerwehr- und Katastrophenschutzakademie die Beratung bei der Beschaffung von Fahrzeugen. Sie besitzt zudem eine Beratungs- und Koordinierungsstelle um die Einsatzkräfte zum Thema „Psychische Einsatzbelastungen und Einsatznachbereitungen“ zu schulen.

### Lehrgänge
Die Ausbildung in der Feuerwehr- und Katastrophenschutzakademie umfasst die folgenden Themenschwerpunkte:
- Atemschutz und Brandbekämpfung
- Feuerwehrtauchen
- Gefahrstoffe und Strahlenschutz
- Einsatz von Spezialgeräten bei der Fernmeldetechnik
- Technische Hilfe
- Führung von Einsatzkräften in Gruppen-, Zug- oder Verbandsstärke
- sachkundige Wartung, Reparatur und Prüfung von Geräten
- Ausbilderschulung von Kreisausbildern

### Einrichtungen
Die Feuerwehr- und Katastrophenschutzakademie verfügt für die theoretische Ausbildung über elf Lehrsäle. Die praktische Ausbildung findet auf einem Übungsgelände statt, das mit einem Tauchturm, Eisenbahnwaggons und einer Feuerlöschübungsanlage ausgestattet ist.